# Milan Dvořák
Milan Dvořák   (Praga, 19 de novembre de 1934 - 21 de juliol de 2022) fou un futbolista txec de les dècades de 1950 i 1960.
Fou 13 cops internacional amb la selecció de futbol de Txecoslovàquia amb la qual participà a la copa del Món de futbol de 1958.
Pel que fa a clubs, destacà a FK Dukla Praga on jugà 283 partits i marcà 61 gols i guanyà sis cops la lliga txecoslovaca, 1956, 1961, 1962, 1963, 1964 i 1966.